# تاریخ کلمبیا
تاریخ کلمبیا (به اسپانیایی: Historia de Colombia) شامل بررسی اتفاقات در گذر زمان بر محدوده کلمبیا امروزی است.

## تاریخ

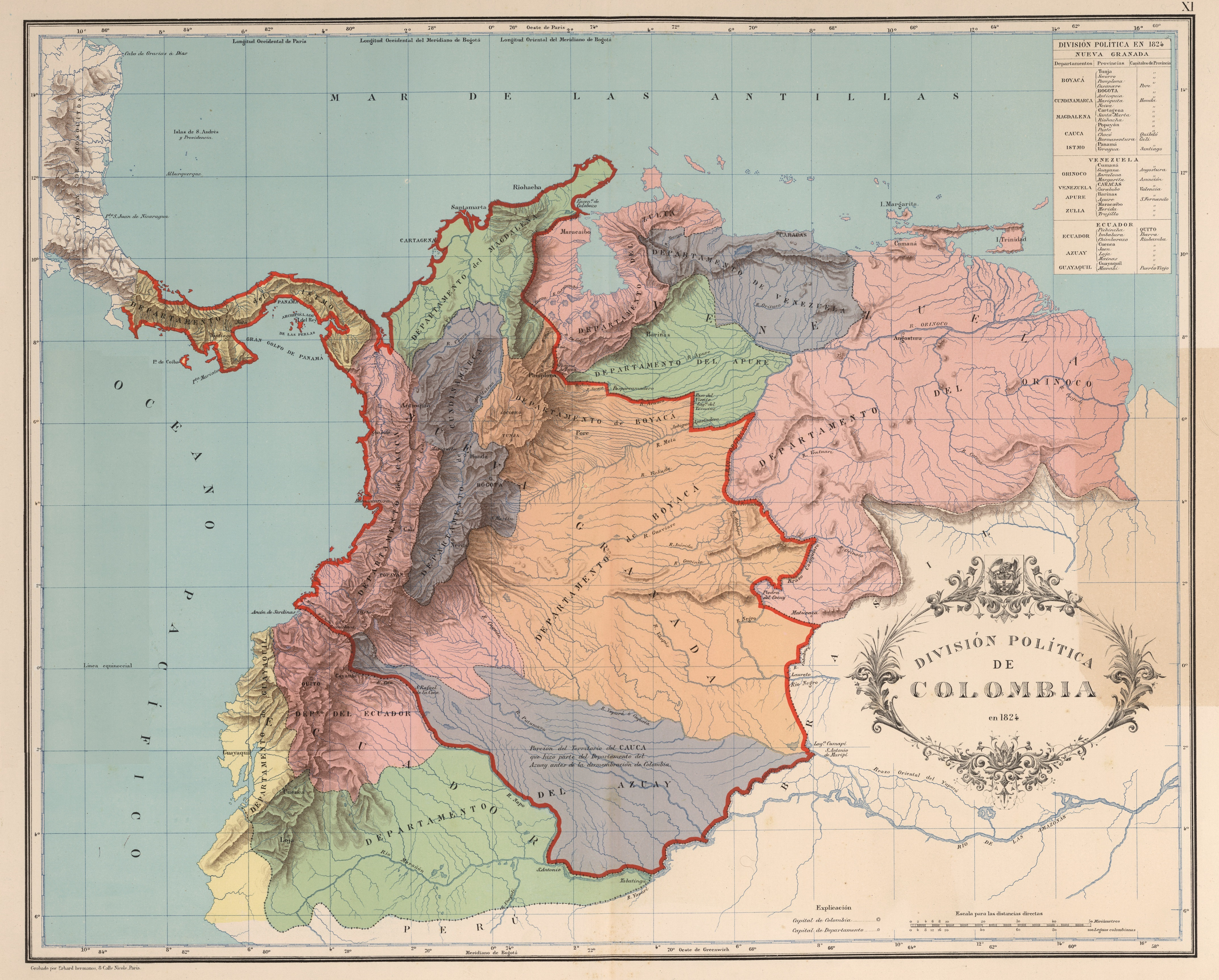

در حدود ۱۰۰۰۰ سال قبل از میلاد، جوامع شکارچی در بوگوتای امروزی (در «ال آبراً و» تیکوئنداماً) با یکدیگر تجارت کرده و همچنین روابطی با فرهنگ‌های موجود در درهٔ رودخانهٔ مگدالنا داشتند. در اولین هزارهٔ قبل از میلاد، گروه‌های سرخ‌پوست سیستم سیاسی کاسیکازگوها را ایجاد کرده که در آن در رأس هرم قدرت کاسیکها قرار داشتند. در داخل کلمبیا دو فرهنگ با سیستم بسیار پیچیدهٔ کاسیکازگو تایروناها در اقیانوس اطلس و میوسکاها در ارتفاعات اطراف بوگوتا بودند که هر دو از لحاظ زبانی از خانوادهٔ زبانی چیبچا بودند. گفته می‌شود که میوسکاها بعد از اینکاها پیشرفته‌ترین نظام سیاسی را در آمریکای جنوبی داشته‌اند.
کاشفان و جستجوگران اسپانیایی در سال ۱۵۰۰ اولین جستجوها را در ناحیهٔ ساحلی کارائیب توسط ردریگو د باستیداس انجام دادند. کریستف کلمب در سال ۱۵۰۲ به سفر در حوالی کارائیب پرداخت. در ۱۵۰۸ واسکو نونز دی بلبوآ به فتح این منطقه از ناحیهٔ اورابا پرداخت. در ۱۵۱۳، وی اولین اروپایی‌ای بود که اقیانوس آرام را کشف کرد و آن را Mar del Sur یا «دریای جنوب» نامید که در واقع راه اسپانیایی‌ها را به پرو و شیلی باز کرد. در ۱۵۲۵، اولین شهر اروپایی در قارهٔ آمریکا ایجاد شد که «سنتا ماریا لا انتیگو دل دارین» نام داشت. امروزه در سازمان چوکو قرار دارد. عمدهٔ جمعیت این منطقه از صدها قبیله از چیبچان و «کاریب» بودند که امروزه به نام مردم کارائیبی شناخته می‌شوند که این افراد در واقع مورد حملهٔ اسپانیایی‌ها قرار گرفتند و در نتیجهٔ بیماری، استثمار و جنگ از لحاظ جمعیت‌شناسی کاهش شدیدی در جمعیت بومی منطقه ایجاد شد. در قرن ۱۶ اروپایی‌ها شروع به آوردن برده از آفریقا کردند.
از زمان آغاز دورهٔ استثمار، شورش‌هایی بسیاری ضد اسپانیایی‌ها شکل گرفت که عمدتاً شکست خورده و توان تغییر اوضاع را نداشت. آخرین این شورش‌ها که خواستار استقلال کامل از اسپانیایی‌ها بود، بعد از استقلال سنت دومینگو در سال ۱۸۰۴ (که امروزه به هائیتی شناخته می‌شود) که باعث پشتیبانی از رهبران شورشی می‌شد در سال ۱۸۱۰ به وقوع پیوست: این شورش توسط سیمون بولیوار و فرانسیسکو دی سانتاندر با موفقیت انجام شد. سیمون بولیوار اولین رئیس‌جمهور کلمبیا و فرانسیسکو دی سانتاندر معاون رئیس‌جمهور شد و بعد از کناره‌گیری بولیوار، دی سانتاندر به عنوان دومین رئیس‌جمهور کلمبیا انتخاب شد. موفقیت کامل این شورش در سال ۱۸۱۹ اتفاق افتاد، زمانی که قلمروی سلطنتی گراندای نو جمهوری کلمبیای بزرگ شد و این کشور در واقع متحد اکوادور و ونزوئلا بود. پانامای امروزی که تا سال ۱۹۰۳ بخشی از کلمبیا بود نیز عضو این اتحادیه بود.
تقسیمات سیاسی داخلی و ارضی باعث تجزیهٔ ونزوئلا و کیتو (اکوادور امروزی) در سال ۱۸۳۰ شد. در این زمان «سازمان کاندینامارکا» نام «نیوا گراندا» را برگزید که این نام را تا سال ۱۸۵۶ همچنان داشت و سپس نام آن به تغییر کرد. در سال ۱۸۶۳، «ایالات متحدهٔ کلمبیا ایجاد شد و این عنوان تا سال ۱۸۸۶ همچنان مورد استفاده بود تا اینکه این نام به جمهوری کلمبیا تغییر یافت. تقسیمات داخلی به همان صورت باقی ماند و برخی مواقع باعث بروز جنگ‌های داخلی خونین می‌شد که زمینه را برای تفکیک پاناما با حمایت ایالات متحده آمریکا در سال ۱۹۰۳ آماده کرد. بلافاصله بعد از آن، کشور اندکی به ثبات سیاسی رسید، اما درگیری‌ای خونین در اواخر دههٔ ۱۹۴۰ و اوایل ۱۹۵۰ که به La Violencia (» وایلنس") مشهور بود اوضاع را ناآرام کرد. دلیل این درگیری افزایش تنش‌ها بین گروه‌های چریکی بود که به دلیل قتل جورج الیسر گایتان در ۹ آوریل ۱۹۴۸ برآشفته شده بودند، این درگیری که بعدها بوگوتازو نام گرفت باعث کشته شدن بیش از ۱۸۰ هزار کلمبیایی شد.
در سال ۱۹۹۱ یک قانون اساسی جدید جای قانون اساسی قبلی را که در سال ۱۸۸۶ تصویب شده بود گرفت که مجلس مؤسسان کلمبیا پیش‌نویس آن را تأیید کرد. این قانون اساسی دارای مفاد مهمی در ارتباط با موضوعات سیاسی، قومی، مردمی و حقوق جنسیتی بود که به تدریج به اجرا درآمد، با این وجود تضادها و موانع همچنان وجود داشتند.
در دهه‌های اخیر تأثیرات ناخوشایند قاچاق دارو، جنگ‌های چریکی و شورشها مانند یا FARC و گروه‌های ضدشورش غیرقانونی و همچنین گروه‌های شبه‌نظامی مانند the Autodefensas Unidas de Colombia AUC که درگیر نبردهای مسلح بسیار خونین می‌شوند از جمله مشکلات دولت بوده‌است. صنایع قدرتمند دارویی در کلمبیا با جذب مناسب ارز خارجی خصوصاً از آمریکا باعث تعادل تراز تجاری این کشور شده، اما از طرف دیگر سران دارویی باعث بی‌ثباتی دولت در دههٔ ۱۹۸۰ شده و آمریکا کشور همسایه پاناما را مورد حمله قرار داد. در سال ۱۹۸۹، تا مانوئل نوریگا را که ارتباطاتی با قاچاق دارو داشته برکنار کند. گروه‌های شورشی مختلف اغلب با آدم‌ربایی و قاچاق دارو هزینه‌های خود را تأمین می‌کنند و در مناطق دور و روستایی وسیع اقامت دارند و در برخی موارد مانع ارتباط بین نواحی مختلف می‌شوند. از اوایل دههٔ ۱۹۸۹، تلاش‌ها برای برقراری مصالحه بین دولت و گروه‌های شورشی مختلف آغاز شده که یا با شکست مواجه شده یا تا حدودی توانسته جلوی این گروه‌ها را بگیرد. از جمله تلاش‌های اخیر در این زمینه در زمان ریاست جمهوری آندرس پاسترانا آرانگو بود که به مذاکره با FARC در فاصلهٔ سال‌های ۱۹۹۸ تا ۲۰۰۲ پرداخت.
در اواخر دههٔ ۱۹۹۰، رئیس‌جمهور آندرس پاسترانا ترفندی ابتکاری به نام طرح کلمبیا را اجرا کرد که دو هدف آن اتمام نبردهای مسلح و اجرای روش‌های ضد مواد مخدر بود. عاملی که بیشترین تناقض را در این طرح داشت و هزینه‌های کمتری دربرمی‌گرفت، استراتژی ضد مخدر آن بود که شامل افزایش سم‌زنی هوایی برای از بین بردن گیاه کوکائین بود. بسیاری از بخش‌ها این فعالیت را مورد انتقاد قرار دارند که از آن جمله عنوان این مطلب بود که سم‌پاشی هوایی به سایر محصولات نیز صدمه می‌زند و بر سلامتی افرادی که در معرض این سموم ضد گیاه قرار دارند نیز آسیب وارد می‌کنند. منتقدین همچنین عنوان کردند که این طرح در واقع رویکردی نظامی به مشکلات دارد و ریشه در نابرابری‌های اجتماعی کشور دارد.
در زمان ریاست جمهوری آلوارو اوریبه که قول داده بود بر FARC و سایر گروه‌های تبه‌کار فشار نظامی وارد کند، برخی شاخص‌های امنیتی بهتر شدند و آمار آدم‌ربایی کاهش یافت (از ۳ هزار ۷۰۰ در سال ۲۰۰۰ به سطح یک هزار و ۴۴۱ در سال ۲۰۰۴ رسید) و همچنین آمار آدم‌کشی نیز بین ژوئیه ۲۰۰۲ تا می۲۰۰۵ بیش از ۴۸٪ کاهش داشت. عنوان شده که این عوامل باعث بهبود وضعیت اقتصادی شده‌اند.
در سال ۲۰۱۵، کنگره کلمبیا ریاست‌جمهوری را به یک دوره محدود کرد و مانع از انتخاب مجدد رئیس‌جمهور شد.
تحلیل‌گران و منتقدان داخل کلمبیا بر این عقیده هستند که درجاتی از پیشرفت در زمینه‌های عنوان شده وجود داشته‌است، اما در مورد دلایل اصلی آن و صحت آن‌ها برخی مواقع اختلافاتی وجود دارد. برخی مخالفین راهکارهای امنیتی دولت را مورد انتقاد قرار داده‌اند و عنوان کرده‌اند که این راهکارها برای حل مشکلات بزرگ کلمبیا کافی نیستند و در واقع محیطی مساعد را برای ادامهٔ نقض حقوق بشر ایجاد کرده‌اند.
لازم است ذکر شود که کلمبیا از لحاظ توسعهٔ خطوط هوایی خود اولین کشور در آمریکای جنوبی و دومین در سطح جهان است. هواپیمایی ملی کلمبیا نام دارد. پس از آن، خطوط هوایی در کلمبیا ایجاد شد.

### پیوستن به ناتو
رئیس‌جمهور کلمبیا، خوان مانوئل سانتوس، روز جمعه ۲۵ مه ۲۰۱۸ اعلام کرد، کلمبیا به سازمان همکاری و توسعه اقتصادی (OECD) پیوسته‌است و با شروع هفته آینده یک شریک جهانی ناتو خواهد شد. وی طی سخنرانی تلویزیونی خود گفت: «ما هفته آینده در بروکسل این اقدام را رسمی می‌کنیم و ورود کلمبیا به ناتو به‌صورت شریک جهانی خیلی مهم است و ما تنها کشور آمریکای لاتین هستیم که از چنین امکانی برخوردار می‌شویم.»